# Максимов, Григорий Петрович
Григорий Петрович Максимов (псевдоним Гр. Лапоть; 10 ноября 1893, Смоленская область — 16 марта 1950) — русский анархист и революционер, редактор, журналист, эмигрант, последний крупный анархистский теоретик России.

## Ранние годы
Родился в деревне Митушино Смоленской губернии, в крестьянской семье. В 1915 году обучался в Сельскохозяйственной академии в Санкт-Петербурге на агронома. Вёл анархическую пропаганду.

## Гражданская война в России
Участвовал в организации стачки на Выборгской стороне.
Во время гражданской войны в России получил известность, работая в редакциях анархистских изданий «Голос Труда» и «Вольный Голос Труда». Один из лидеров «Союза анархо-синдикалистской пропаганды», а затем «Российской конфедерации анархистов-синдикалистов».
В сентябре 1918 года выбран главой секретариата «Российской конфедерации анархистов-синдикалистов» на её первой конференции.
Вступил в Красную Армию, но когда большевики стали использовать армию для подавления и разоружения украинских крестьян, Максимов отказался подчиниться приказу, за что ему ему грозила смертная казнь, но, благодаря заступничеству Всероссийского Союза рабочих-металлистов, он остался жив.
Затем занял антибольшевистскую позицию, которой последовательно придерживался до конца жизни.
8 марта 1921 года во время Кронштадтского восстания арестован вместе с другими членами анархистской конфедерации «Набат» в Москве. Через четыре месяца в тюрьме он и его товарищи объявили голодовку и затем под давлением международной общественности его выслали за границу.

## Эмиграция
За границей жил сначала в Берлине, где был редактором журнала «орган Комитета защиты анархистов-синдикалистов при Международном Товариществе Рабочих». Вместе с другими высланными из России анархо-синдикалистами он участвовал в работе «Заграничного Бюро Российской конфедерации анархистов-синдикалистов», принятого в анархо-синдикалистский Интернационал в качестве русской секции 
Затем жил в Париже, потом переселился в США в Чикаго. С июля 1925 по май 1927 года — редактор газеты «Голос Труженика». В декабре 1931 года стал редактором издания «Дело Труда».
К 1940 году российская анархическая эмиграция сплотилась вокруг Максимова и руководимого им издания «Дело труда — пробуждение».
В последние годы работал обойщиком, часто болел.